# Jim Beaver
James Norman Beaver Jr. (Laramie, Wyoming, 12 de agosto de 1950) es un actor, dramaturgo, guionista e historiador de cine estadounidense. Es más conocido por su papel como Bobby Singer en la longeva serie Supernatural. También interpretó a Whitney Ellsworth en la serie de HBO Deadwood, la cual le valió una nominación en los Premios del Sindicato de Actores por mejor reparto de serie dramática, y al Sheriff Shelby Parlow en la serie de FX, Justified. Sus memorias, Life's That Way, fueron publicadas en abril de 2009.

## Primeros años
Beaver nació en Laramie, Wyoming, hijo de Dorothy Adell (de soltera Crawford; 1928-2019) y James Norman Beaver Sr. (1924-2004), un ministro. Su padre tenía ascendencia inglesa y francesa; el apellido original de su familia es Beauvoir y Beaver es primo lejano de la escritora y filósofa Simone de Beauvoir, así como del 20° Gobernador de Pensilvania, James A. Beaver. Su madre tuvo ancestros cherokee, alemanes y escoceses y es descendiente del tres veces fiscal general de los Estados Unidos, John J. Crittenden.
Además, las familias de sus padres estuvieron un largo tiempo en Texas, Beaver nació en Wyoming y su padre trabajó en contabilidad en la Universidad de Wyoming. Regresando a Texas, el señor Beaver trabajó como contador y ministro para la Iglesia de Cristo en Fort Worth, Crowley, Dallas y Grapevine. En gran parte de su niñez, la familia de Beaver vivió en Irving, Texas incluso mientras su padre predicaba en comunidades aledañas. El y sus tres hermanas menores (Denise, Renée y Teddlie) estudiaron en Irving High School, donde fue compañero de Frank Beard, baterista del grupo ZZ Top. Luego, en su último año fue transferido al Fort Worth Christian Academy, donde se graduó en 1968. También tomó cursos en Fort Worth Christian College. Luego, estudió en Oklahoma Christian College. Pese a haber actuado en distintas obras escolares, nunca mostró interés por la actuación, pero se interesó en la historia del cine y expresó su deseo de dedicar su vida a la escritura, publicando historias cortas durante su antología en la secundaria.

## Servicio militar y educación
Dos meses después de su graduación de la secundaria, Beaver siguió los pasos de varios de sus amigos cercanos al Cuerpo de Marines de los Estados Unidos. Siguiendo un entrenamiento en el Marine Corps Recruit Depot San Diego en California, fue entrenado como un técnico de relé de radio de microondas. Sirvió a la Marine Corps Air Ground Combat Center Twentynine Palms y la Base del Cuerpo de Marines Camp Pendleton antes de ser transferido a Primera División cerca de Da Nang, Vietnam en 1970. Sirvió como operador de radio en desprendimiento periférico del 1.er Regimiento de Marines, luego como jefe de suministros en la empresa de comunicaciones de la división. Regresó a Estados Unidos en 1971 y fue dado de baja como cabo (E-4), aunque permaneció activo en la Reserva Marina hasta 1976.
Tras su dada de baja, Beaver regresó a Irving, donde trabajó en Frito-Lay como batidor de masas de chips de maíz. Entró a la Oklahoma Christian University, donde se interesó en el teatro. Hizo su debut en una pequeña parte de The Miracle Worker. Al año siguiente, se transfirió al Central State University de Oklahoma. Actuó en numerosas obras de teatro en la universidad y se mantuvo como taxista, proyeccionista de películas, encargado de mantenimiento de un club de tenis y especialista en parques de diversiones en Frontier City. También trabajó como presentador de noticias y presentó programas de jazz y música clásica en la estación de radio KCSC. Durante su época universitaria, también comenzó a escribir, completando varias obras de teatro y también su primer libro, sobre el actor John Garfield, cuando aún era estudiante. Beaver se graduó en Comunicaciones Orales en 1975. Realizó brevemente estudios de posgrado, pero pronto regresó a Irving.

## Carrera

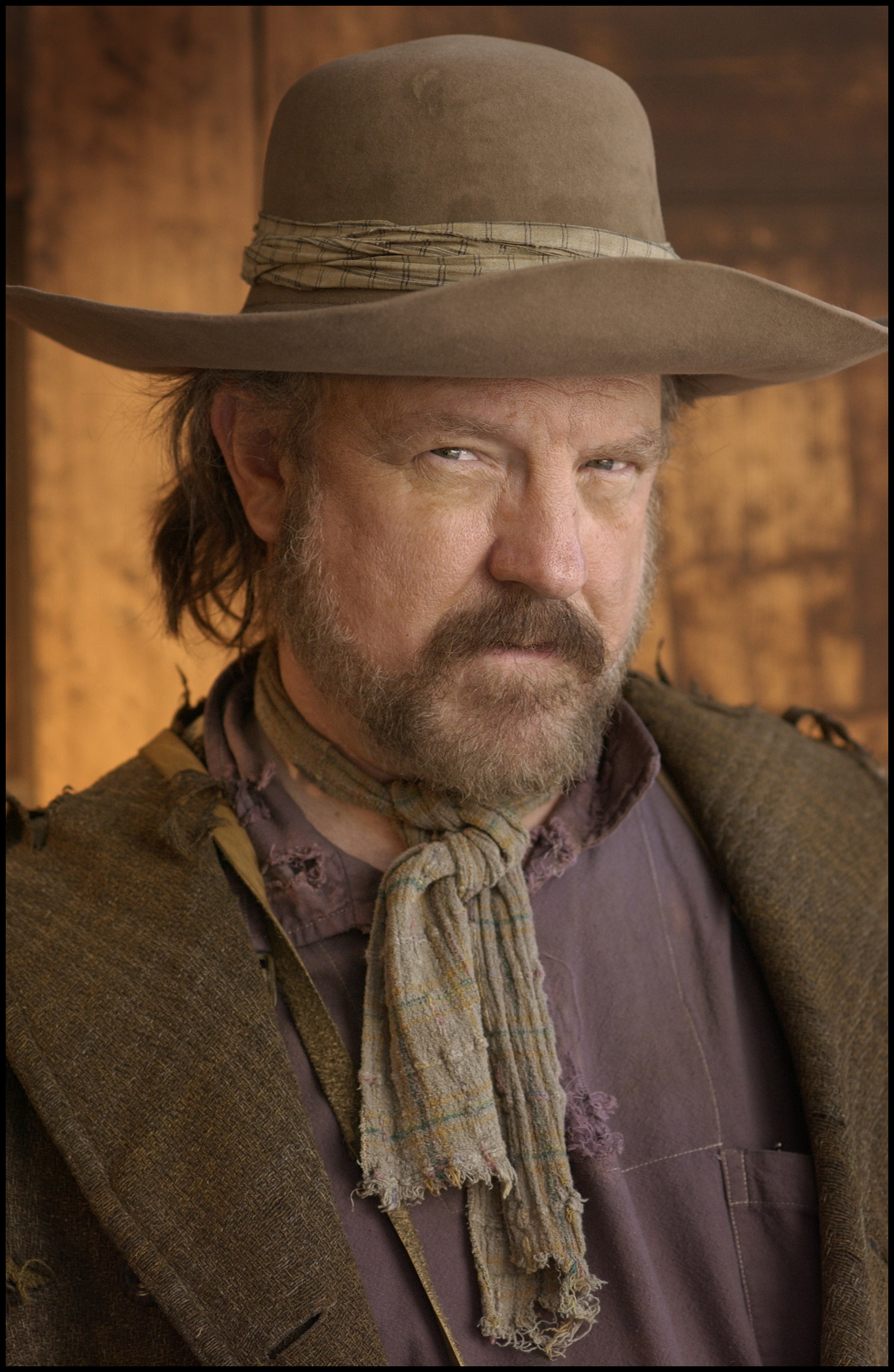
Beaver como su personaje Whitney Ellsworth en la serie Deadwood.

En 2002, fue elegido como una de las estrellas del drama wéstern Deadwood donde interpretó al sheriff Whitney Ellsworth, un minero de oro a quien a menudo describía como "Gabby Hayes con síndrome de Tourette". Ellsworth pasó de ser un réprobo cubierto de inmundicia a casarse con la mujer más rica de la ciudad y convertirse en una figura querida e incondicional en la ciudad. Ellsworth no tenía nombre de pila, pero al momento que se requirió uno, Beaver propuso que fuese "Whitney" (en honor al productor de Adventures of Superman). Continuó su larga investigación para la biografía de Reeves, y en 2005 se desempeñó como consultor histórico/biográfico en el largometraje teatral sobre la muerte de Reeves, Hollywoodland.
En 2006, se unió al elenco del drama de HBO John from Cincinnati, mientras interpretaba a Bobby Singer en Supernatural y a Carter Reese en otra serie de HBO, Big Love, apareciendo al menos una vez por temporada en Supernatural. Luego, interpretó al sheriff Charlie Mills en el drama de CBS Harper's Island. También interpretó a Lawson, un vendedor de armas en la exitosa serie Breaking Bad y volvió a repetir el mismo papel en su precuela, Better Call Saul e interpretó a Shelby Parlow por tres temporadas en Justified. 
Sus memorias del año siguiente al diagnóstico de su esposa de cáncer de pulmón en 2003, titulada Life's that Way, fueron compradas en una oferta preventiva por la imprenta G. P. Putnam's Sons en el otoño de 2007. Antes de su publicación en abril de 2009, fue elegida para el programa Barnes & Noble Discover Great New Writers de 2009.
Su actuación en The Silence of Bees le valió el premio al Mejor Actor en el Festival de Cine y Video de Nueva York de 2010.
Escribió y dirigió el cortometraje Night Riders (2013), basado en su obra del mismo título.
En 2014, recibió el premio Lifetime Merit Award del Idyllwild International Festival of Cinema.
Beaver estudió actuación con Clyde Ventura y el actor ganador del Oscar Maximilian Schell.
En marzo de 2015, Theatre West presentó una reposición del 30° aniversario de la obra de Beaver Verdigris, con Beaver en un papel protagónico.
La actriz Maureen Stapleton interpretó el papel principal en un taller de la obra de Beaver Verdigris en 1985 en el Berkshire Theatre Festival. En junio de 2016, Beaver regresó al Festival para interpretar a Big Daddy en Cat on a Hot Tin Roof de Tennessee Williams.

## Vida personal

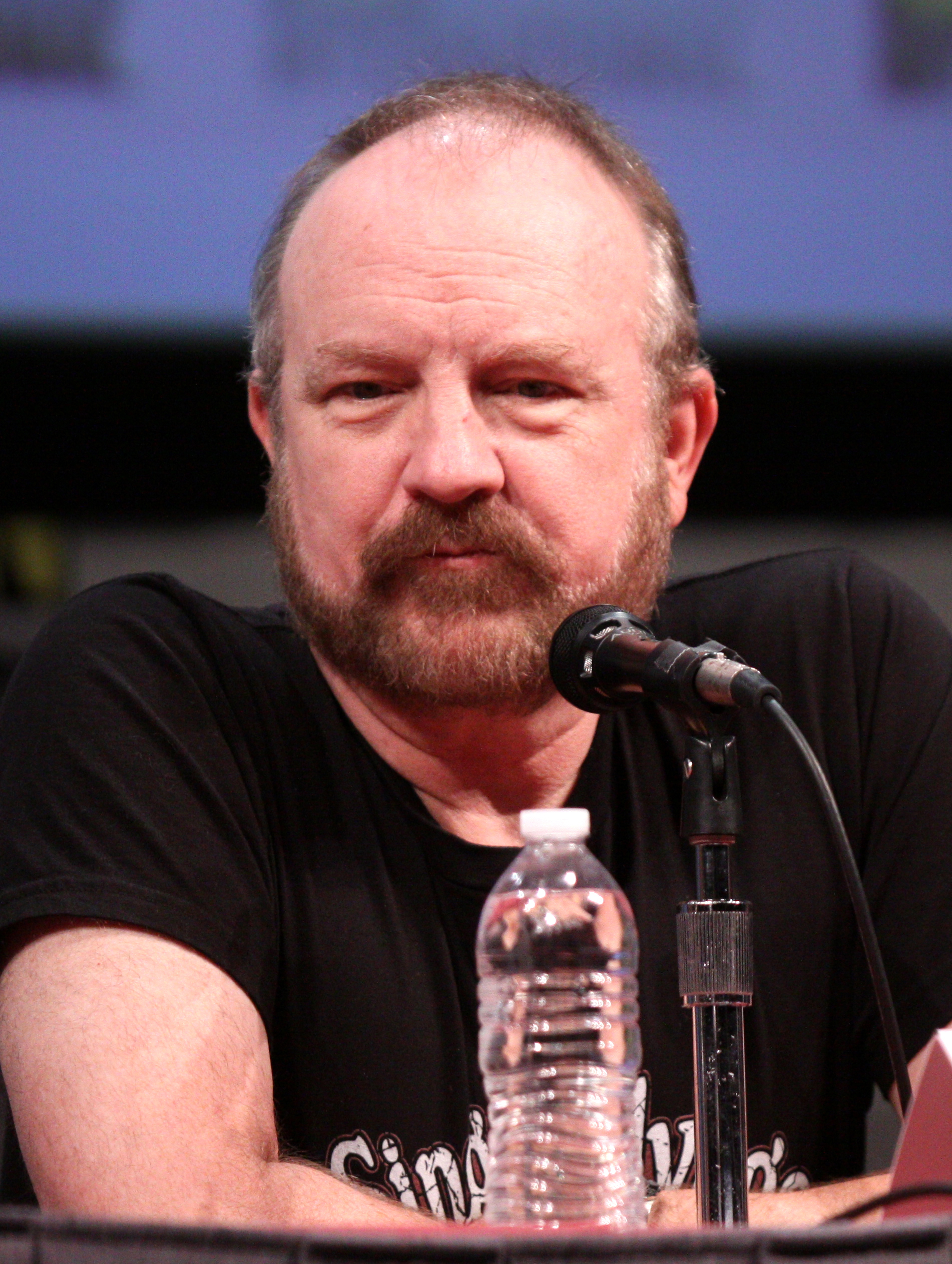
Beaver en 2011.

Por varios años antes de mudarse a California, compartió residencia con el actor Hank Worden, su amigo de la infancia. 
Durante la universidad, se casó con una compañera de clase llamada Debbie Young en 1973; la pareja se separó cuatro meses después, pero el divorcio no ocurrió sino hasta 1976.
En 1989, tras cuatro años como pareja, se casa con la actriz y directora Cecily Adams, hija del actor cómico y de doblaje Don Adams. Su hija, Madeline, nació en 2001. Cecily Adams falleció por cáncer de pulmón en marzo de 2004.
Beaver estuvo en una relación con la actriz y cantante Sarah Spiegel desde 2016. Se comprometieron en mayo de 2018 y se casaron el 20 de junio de 2019.

## Filmografía seleccionada

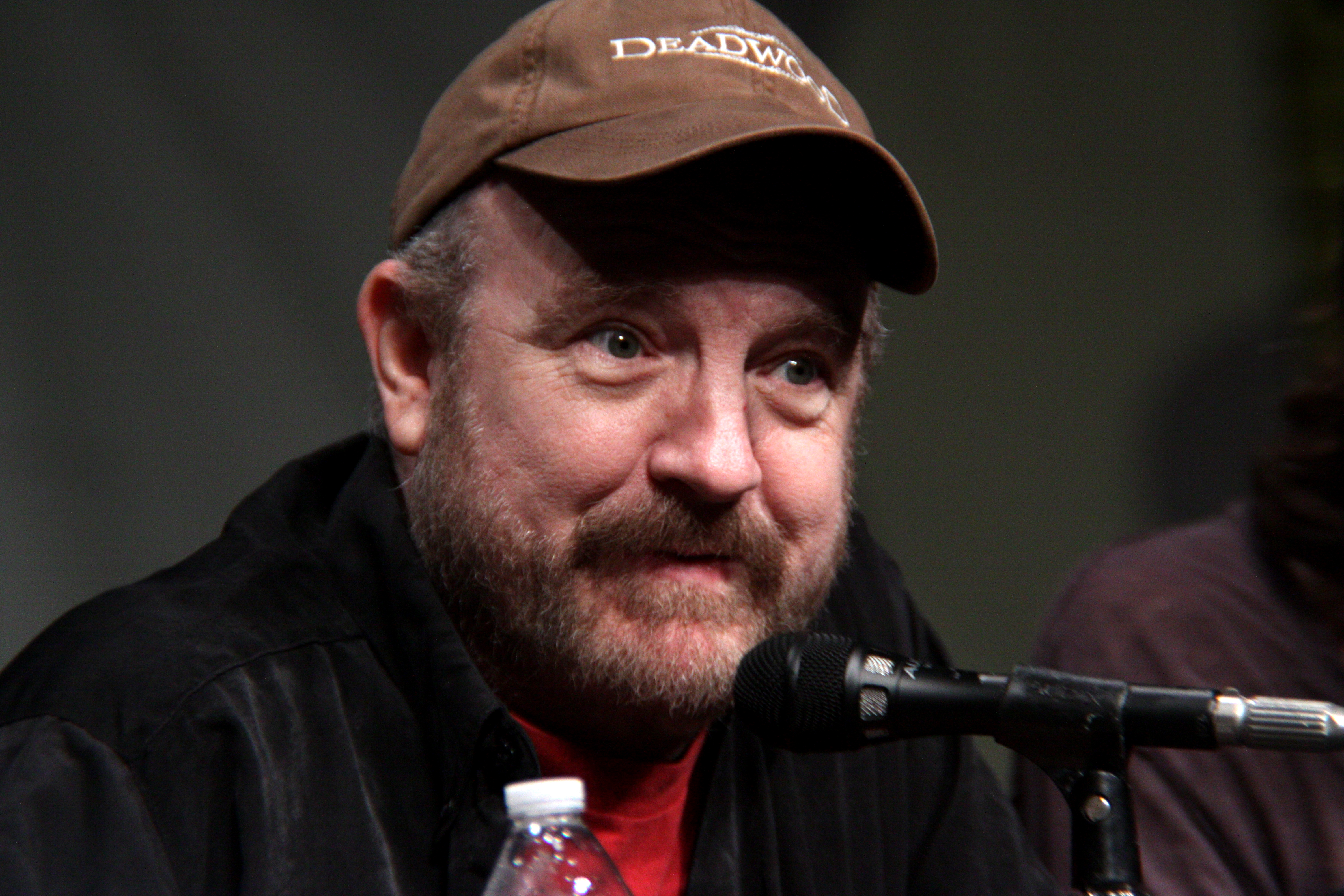
Beaver en el Cómic-On de San Diego, 2011.

### Cine
- Nightmare Alley (TBA) como Sheriff Jedediah Judd
- La cumbre escarlata (2015) como Carter Cushing
- The Frontier (2015) como Lee
- The Legend of Hell's Gate: An American Conspiracy (2011) como J. Wright Moar
- Dark and Stormy Night (2009) como Jack Tugdon
- Next (2007) como Wisdom
- The Commission (2003) como Howard L. Brennan
- Wave Babes (2003) como Amos Nandy
- Adaptation (2003) como Ranger Tony
- The Life of David Gale (2003) como Duke Grover
- Wheelmen (2002) como el Agente Hammond
- Joy Ride (2001) como Sheriff Ritter
- Wounded (1997) como el Agente Eric Ashton
- Bad Girls (1994) como el detective Pinkerton Graves
- Children of the Dark (1994) como Roddy Gibbons
- Blue Chips (1994) como el padre de Ricky
- Twogether (1994) como Oscar
- Sliver (1993) como Detective Ira
- Sister Act (1992) como Detective Clarkson
- The Court-Martial of Jackie Robinson (1990) como Maj. Tri
- El Diablo (1990) como Spivey Irick
- In Country (1989) como Earl Smith
- Defense Play (1988) como agente del FBI
- Two Idiots in Hollywood (1988)
- File 8022 (1985) como Ben Crysler

### Televisión
- Young Sheldon (2020) como Kenneth (1 episodio)
- The Boys (2019-presente) como Robert «Bob» Singer
- The Ranch (2017-2019) como Chuck Phillips (12 episodios)
- Shut Eye (2017) como Bon Caygeon (2 episodios)
- Timeless (2017) como Jack Neville (3 episodios)
- Better Call Saul (2016) como Lawson (2 episodios)
- Revolution (2013) como John Franklin Fry (2 episodios)
- Mike & Molly (2013) como Dwight (2 episodios)
- Justified (2011-2013) como Sheriff Shelby Parlow (14 episodios)
- Breaking Bad (2011-2012) como Lawson (2 episodios)
- Harper's Island (2009) como Sheriff Charlie Mills (11 episodios)
- Big Love (2007) como Carter Reese (3 episodios)
- John from Cincinnati (2007) como Joe de Vietnam (8 episodios)
- Day Break (2007) como el tío Nick Vukovic (5 episodios)
- Supernatural (2006-2020) como Bobby Singer (69 episodios)
- CSI: Crime Scene Investigation (2006) como Stanley Tanner (2 episodios)
- Deadwood (2004-2006) como Whitney Ellsworth (28 episodios)
- The Trouble with Normal como Gary (8 episodios)
- 3rd Rock from the Sun (1998-1999) como Happy Doug (7 episodios)
- Days of Our Lives (1996-2004) como el Padre Timothy Jansen (26 episodios)
- Bone Chillers (1996) como Edgar Allan Poe
- Murder One (1996-1997) como Donald Cleary (2 episodios)
- Thunder Alley (1993) como Leland DuParte (28 episodios)
- Reasonable Doubts (1991-1993) como Detective Earl Gaddis (13 episodios)
- Santa Bárbara (1991-1993) como Andy el violador (5 episodios)
- Dallas (1978-1979) como Cocinero/Gardner (2 episodios)

## Trabajos literarios

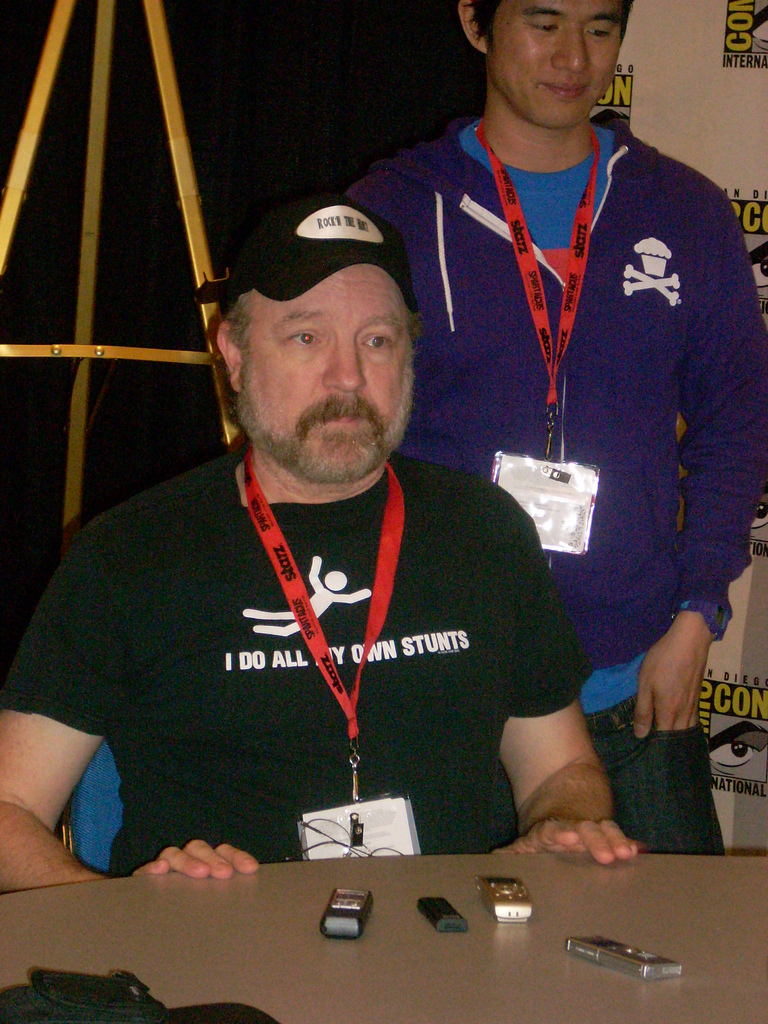
Beaver en 2009.

### Libros
- John Garfield: His Life and Films (1978)
- Movie Blockbusters (con Steven Scheuer) (1982)
- Life's That Way: A Memoir (2009)

### Ficción
- The Afternoon Blood Show, Alfred Hitchcock's Mystery Magazine, 29 de abril de 1981.

### Obras
- The Cop and the Anthem (adaptada de la historia corta de O. Henry) (1973)[14]
- Once Upon a Single Bound (1974)[14]
- As You Like It, or Anything You Want To, Also Known as Rotterdam and Parmesan Are Dead (1975)[14]
- The Ox-Bow Incident (adapta de la novela de Walter Van Tilburg Clark) (1978)[14]
- Spades (1979)[14]
- Sidekick (1981)[14]
- Semper Fi (1984)[14]
- Verdigris (1985)[14]
- Truth, Justice, and the Texican Way (1986)[14]
- Pressing Engagements (1990)[14]
- Mockingbird (2003)[14]
- Night Riders (2006)[15]
- The American Way (2011)[15]
- Whigs, Pigs, and Greyhounds (2011)[15]
- Lettering (2013)[15]

### Artículos de revistas
- "John Wayne", Films in Review, mayo de 1977.
- "George Raft", Films in Review, abril de 1978.
- "John Carradine", Films in Review, octubre de 1979.
- "James Stewart", Films in Review, octubre de 1980.
- "Steve McQueen", Films in Review, septiembre de 1981.
- "Frank Perry", Films in Review, noviembre de 1981.
- "Strother Martin", Films in Review, noviembre de 1982.
- "Ad Glib" (columna regular). Films in Review, noviembre de 1981 - diciembre de 1983.